# 斯宾尼唱片
斯宾尼唱片（英语：Spinnin' Records），是荷兰一家独立的电子音乐厂牌，因其发行的单曲封面上有一个大写的英文字母S，故被中国爱好者称为“S厂”，由Eelko van Kooten和Roger De Graaf于1999年共同创立。除了主要厂牌外，斯宾尼唱片旗下还拥有约40家附属厂牌，包括“ Doorn Records”、“Heldeep Records”、“ Oxygen Recordings”、“ Musical Freedom”，其发行的音乐主要风格为电子舞曲（EDM），斯宾尼唱片还成立了艺人管理公司。
斯宾尼唱片发行的歌曲深受全球电子音乐爱好者的喜爱，其不仅在国际音乐网站SoundCloud、Spotify、Beatport、itunes和Apple Music发布音乐，还在中国的音乐网站网易云音乐建立了官方账号，并选择网易云音乐作为其在中国的合作平台，将各国的电音作品介绍到中国。
据斯宾尼唱片发布在中国社交媒体微信上的介绍，其办公地点位于荷兰希尔弗瑟姆市的一栋别墅内。

## 旗下艺人

### 现签约
- A-Trak（英语：A-Trak）
- Alvaro（英语：Alvaro (DJ)）
- Armand van Helden（英语：Armand van Helden）
- Audio Bullys（英语：Audio Bullys）
- Bassjackers（英语：Bassjackers）
- Blasterjaxx（英语：Blasterjaxx）
- Bob Sinclar（英语：Bob Sinclar）
- Bobby Puma
- Bolier（英语：Leon Bolier）
- Bougenvilla
- Breathe Carolina
- Burak Yeter（英语：Burak Yeter）
- BURNS（英语：Burns (musician)）
- Calvin Harris
- CamelPhat（英语：CamelPhat）
- Carnage（英语：Carnage (DJ)）
- Cheat Codes（英语：Cheat Codes (band)）
- Chocolate Puma（英语：Chocolate Puma）
- Chuckie（英语：Chuckie (DJ)）
- Curbi
- D.O.D（英语：D.O.D. (DJ)）
- Daddy's Groove（英语：Daddy's Groove）
- Danny Howard（英语：Danny Howard）
- DBSTF（英语：D-Block & S-te-Fan）
- Deniz Koyu（英语：Deniz Koyu）
- Dimitri Vangelis & Wyman
- Don Diablo（英语：Don Diablo）
- Dropgun（英语：Dropgun）
- DubVision（英语：DubVision）
- DVBBS（英语：DVBBS）
- Dzeko & Torres（英语：Dzeko & Torres）
- EDX（英语：EDX (DJ)）
- Eelke Kleijn（英语：Eelke Kleijn）
- Ephwurd（英语：Ephwurd）
- Firebeatz（英语：Firebeatz）
- Fox Stevenson（英语：Fox Stevenson）
- FTampa（英语：FTampa）
- Gregor Salto（英语：Gregor Salto）
- Headhunterz
- Henry Fong
- Hyolyn
- Jay Hardway（英语：Jay Hardway）
- JETFIRE
- Jewelz & Sparks（英语：Jewelz & Sparks）
- Joe Stone（英语：Joe Stone (DJ)）
- Joey Dale（英语：Joey Dale）
- Jonas Aden
- Kenneth G（英语：Kenneth G）
- Kris Kross Amsterdam（英语：Kris Kross Amsterdam）
- Kryder（英语：Kryder）
- KSHMR
- KURA（英语：DJ Kura）
- Laidback Luke（英语：Laidback Luke）
- Lucas & Steve（英语：Lucas & Steve）
- MAKJ（英语：MAKJ）
- Martin Solveig（英语：Martin Solveig）
- Matisse & Sadko（英语：Matisse & Sadko）
- Merk & Kremont（英语：Merk & Kremont）
- Mesto
- Michael Calfan（英语：Michael Calfan）
- Mightyfools（英语：Mightyfools）
- Mike Mago（英语：Mike Mago）
- Mike Williams
- Moguai（英语：Moguai）
- MOTi（英语：MOTi）
- Mr. Belt & Wezol
- NEW_ID（英语：NEW_ID）
- Oliver Heldens（英语：Oliver Heldens）
- Pep & Rash（英语：Pep & Rash）
- Promise Land（英语：Promise Land (duo)）
- Quintino（英语：Quintino (DJ)）
- R3hab
- Ralvero（英语：Ralvero）
- Raven & Kreyn（英语：Raven & Kreyn）
- Riggi & Piros
- Sam Feldt（英语：Sam Feldt）
- San Holo（英语：San Holo）
- Sander Kleinenberg（英语：Sander Kleinenberg）
- Sander van Doorn
- Shaun Frank（英语：Shaun Frank）
- Shermanology（英语：Shermanology）
- Stadiumx（英语：Stadiumx）
- Steve Aoki
- Sunnery James & Ryan Marciano（英语：Sunnery James & Ryan Marciano）
- The Magician（英语：The Magician (musician)）
- The Partysquad（英语：The Partysquad）
- Tiësto
- Timmy Trumpet（英语：Timmy Trumpet）
- TJR（英语：TJR (musician)）
- Tom Staar（英语：Tom Staar）
- Tom Swoon
- Tony Junior（英语：Tony Junior）
- Tujamo（英语：Tujamo）
- TV Noise
- twoloud（英语：twoloud）
- Ummet Ozcan（英语：Ummet Ozcan）
- Univz（英语：Univz）
- Vassy（英语：Vassy (singer)）
- Vato Gonzalez（英语：Vato Gonzalez）
- Vicetone
- VINAI（英语：VINAI）
- Watermät（英语：Watermät）
- We Are Loud!（英语：We Are Loud!）
- Wiwek（英语：Wiwek）
- Yellow Claw（英语：Yellow Claw (DJs)）
- Yves V（英语：Yves V）
- Zaeden（英语：Zaeden）
- Zonderling（英语：Zonderling）
- Carta（英语：Carta）

分配用于运行脚本的时间已到期。

### 已解约
- 分配用于运行脚本的时间已到期。
- 分配用于运行脚本的时间已到期。
- Afrojack
- Alesso
- Amba Shepherd
- 分配用于运行脚本的时间已到期。
- 分配用于运行脚本的时间已到期。
- 分配用于运行脚本的时间已到期。
- 分配用于运行脚本的时间已到期。
- Avicii
- 分配用于运行脚本的时间已到期。
- 分配用于运行脚本的时间已到期。
- 分配用于运行脚本的时间已到期。
- 分配用于运行脚本的时间已到期。
- 分配用于运行脚本的时间已到期。
- 分配用于运行脚本的时间已到期。
- 分配用于运行脚本的时间已到期。
- Cash Cash
- 分配用于运行脚本的时间已到期。
- 分配用于运行脚本的时间已到期。
- 分配用于运行脚本的时间已到期。
- 分配用于运行脚本的时间已到期。
- 分配用于运行脚本的时间已到期。
- 分配用于运行脚本的时间已到期。
- 分配用于运行脚本的时间已到期。
- 达鲁德
- 分配用于运行脚本的时间已到期。
- 分配用于运行脚本的时间已到期。
- Dimitri Vegas & Like Mike
- 分配用于运行脚本的时间已到期。
- DJ Snake
- 分配用于运行脚本的时间已到期。
- 分配用于运行脚本的时间已到期。
- 分配用于运行脚本的时间已到期。
- Edward Maya
- Eric Prydz
- Erick E
- 分配用于运行脚本的时间已到期。
- 分配用于运行脚本的时间已到期。
- 菲利克斯·耶恩
- 分配用于运行脚本的时间已到期。
- 分配用于运行脚本的时间已到期。
- 分配用于运行脚本的时间已到期。
- 分配用于运行脚本的时间已到期。
- 分配用于运行脚本的时间已到期。
- Hardwell
- 分配用于运行脚本的时间已到期。
- 分配用于运行脚本的时间已到期。
- INNA
- 分配用于运行脚本的时间已到期。
- 分配用于运行脚本的时间已到期。
- JAGGS
- 分配用于运行脚本的时间已到期。
- 分配用于运行脚本的时间已到期。
- 分配用于运行脚本的时间已到期。
- Julian Jordan
- 分配用于运行脚本的时间已到期。
- 分配用于运行脚本的时间已到期。
- 分配用于运行脚本的时间已到期。
- 分配用于运行脚本的时间已到期。
- 分配用于运行脚本的时间已到期。
- 分配用于运行脚本的时间已到期。
- 分配用于运行脚本的时间已到期。
- 分配用于运行脚本的时间已到期。
- 分配用于运行脚本的时间已到期。
- 分配用于运行脚本的时间已到期。
- 分配用于运行脚本的时间已到期。
- 分配用于运行脚本的时间已到期。
- Martin Garrix
- 分配用于运行脚本的时间已到期。
- 分配用于运行脚本的时间已到期。
- 分配用于运行脚本的时间已到期。
- 分配用于运行脚本的时间已到期。
- 分配用于运行脚本的时间已到期。
- 分配用于运行脚本的时间已到期。
- Moby
- 分配用于运行脚本的时间已到期。
- 分配用于运行脚本的时间已到期。
- 分配用于运行脚本的时间已到期。
- Nicky Romero
- 分配用于运行脚本的时间已到期。
- 分配用于运行脚本的时间已到期。
- 分配用于运行脚本的时间已到期。
- 分配用于运行脚本的时间已到期。
- 分配用于运行脚本的时间已到期。
- 分配用于运行脚本的时间已到期。
- 分配用于运行脚本的时间已到期。
- 分配用于运行脚本的时间已到期。
- 分配用于运行脚本的时间已到期。
- 分配用于运行脚本的时间已到期。
- 分配用于运行脚本的时间已到期。
- 分配用于运行脚本的时间已到期。
- 分配用于运行脚本的时间已到期。
- 分配用于运行脚本的时间已到期。
- 分配用于运行脚本的时间已到期。
- Showtek
- 分配用于运行脚本的时间已到期。
- 分配用于运行脚本的时间已到期。
- 分配用于运行脚本的时间已到期。
- 分配用于运行脚本的时间已到期。
- 分配用于运行脚本的时间已到期。
- 分配用于运行脚本的时间已到期。
- 分配用于运行脚本的时间已到期。
- 分配用于运行脚本的时间已到期。
- 分配用于运行脚本的时间已到期。
- 分配用于运行脚本的时间已到期。
- 分配用于运行脚本的时间已到期。
- 分配用于运行脚本的时间已到期。
- 胖鼠
- 分配用于运行脚本的时间已到期。
- 分配用于运行脚本的时间已到期。
- Tom & Jame
- 分配用于运行脚本的时间已到期。
- 分配用于运行脚本的时间已到期。
- 分配用于运行脚本的时间已到期。
- W&W
- 分配用于运行脚本的时间已到期。
- 分配用于运行脚本的时间已到期。
- 分配用于运行脚本的时间已到期。
- Zedd
- 分配用于运行脚本的时间已到期。

分配用于运行脚本的时间已到期。